# Mychajlo Komarow

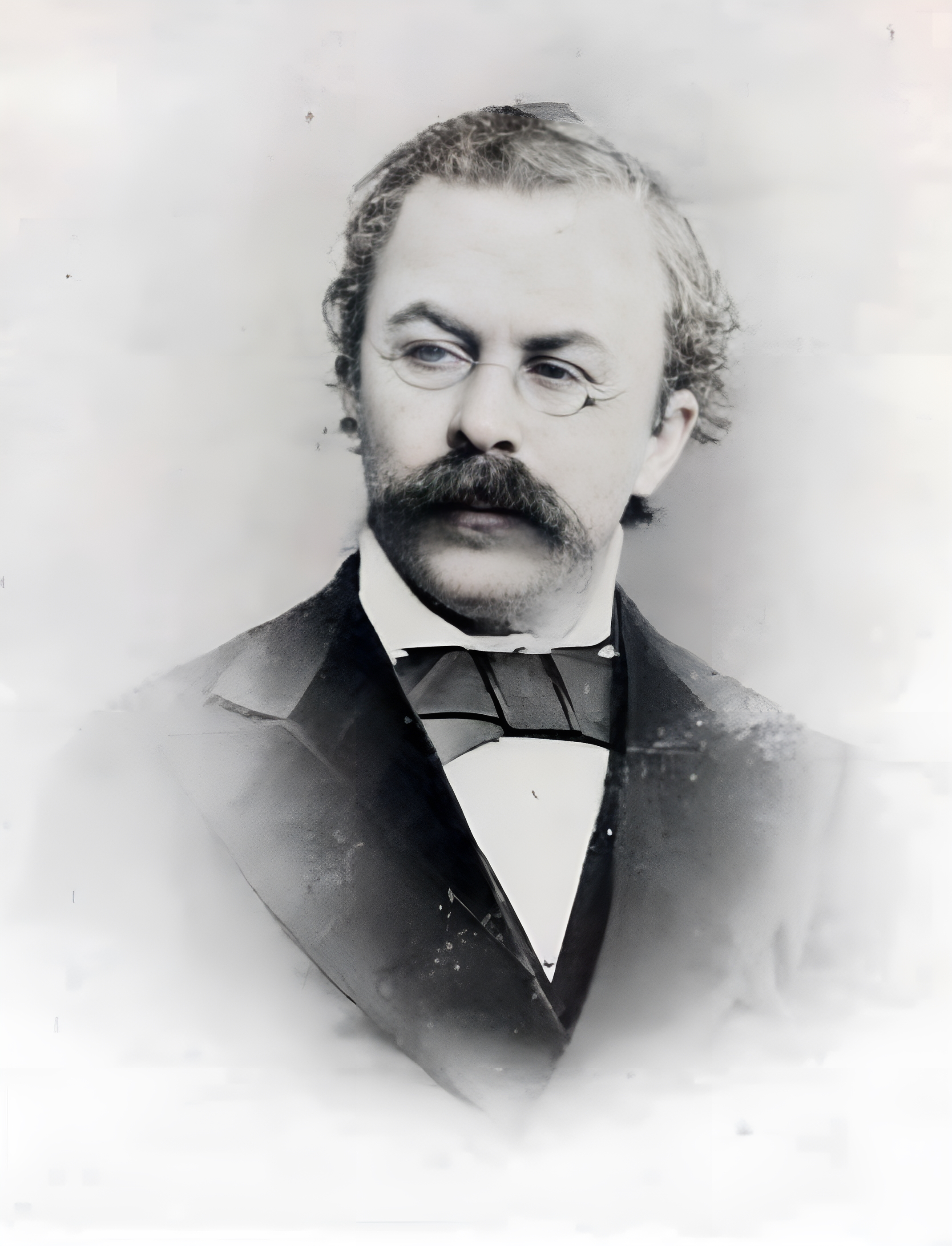
Mychajlo Komarow

Mychajlo Fedorowytsch Komarow (ukrainisch Михайло Федорович Комаров; * 23. Januar 1844 in Dmytriwka, Gouvernement Jekaterinoslaw; † 19. August 1913 in Odessa) war ein ukrainischer Schriftsteller, Bibliograf, Kritiker, Ethnograph, Übersetzer, Lexikograf und Jurist. Er schrieb auch unter den Pseudonymen M. Umanets (М. Уманець), M. Komar (М. Комар), M. Nejischmak (М. Неїжмак), М. К.

## Leben und Wirken

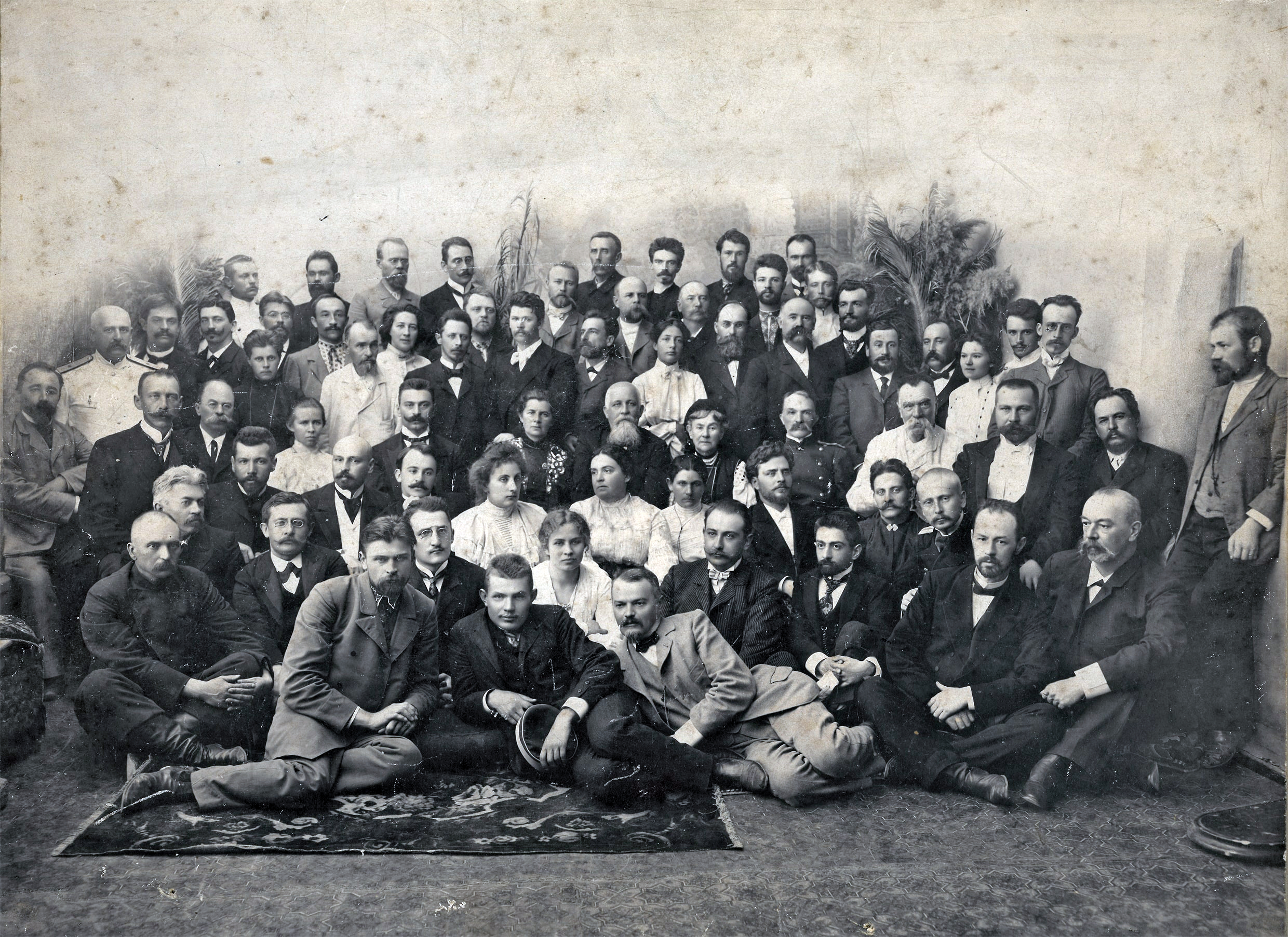
Ukrainische Prominente bei der Enthüllung des Iwan-Kotljarewskyj-Denkmals in Poltawa, 1903. Mychajlo Komarow: 4. Reihe, 3. von links, neben Lessja Ukrajinka

Mychajlo Komarow wurde als Sohn eines russischen Militärangehörigen geboren. 1862 absolvierte er das Gymnasium in Dnipro und schloss 1867 die juristische Fakultät der Universität Charkiw ab. Während seines Studiums engagierte er sich in der Öffentlichkeitsarbeit, arbeitete als Volksschullehrer in Hawryliwka (Powit Isjum) und widmete sich der Sammlung von Folklore sowie ethnographischen Forschungen. Seine erste Veröffentlichung war Volksdumas über den Hajdamaken Sawa Tschalyj gewidmet.
Nach seinem Studium war Komarow von 1867 bis 1879 am Bezirksgericht von Ostrogoschsk tätig. Im Jahr 1874 übersetzte er Alexander Iwanows Werk Geschichte von Himmel und Erde aus dem Russischen ins Ukrainische – das erste Buch, das Lessja Ukrajinka in ihrer Kindheit gelesen haben soll. Seine nächste Übersetzung, Diskurs über die Erdkräfte, wurde jedoch durch den Emser Erlass von 1876 verboten.
Im Jahr 1879 wechselte der Jurist nach Kyjiw. Dort wurde Komarow aktives Mitglied der Kyjiwer Hromada, zu der unter anderem Wolodymyr Antonowytsch, Mychajlo Drahomanow, Mykola Lyssenko, Pawlo Tschubynskyj, Oleksandr Russow, Tadej Rylskyj und Mychajlo Staryzkyj gehörten. In Kyjiw erwarb Komarow eine Buchhandlung, die er Bibliothek nannte. Die Einnahmen aus dem Geschäft nutzte er zur Finanzierung der Veröffentlichung von Werken des Dramatikers Marko Kropywnyzkyj.
Um der staatlichen Repression gegen die Hromada-Aktivisten zu entgehen, nahm Mychajlo Komarow 1883 eine Stelle als Notar in der Provinzstadt Uman an. Dort begann er die Zusammenstellung des Russisch-Ukrainischen Wörterbuchs. In dieser Zeit erschien im Almanach Rada seine erste bibliographische Publikation – das Verzeichnis der neuen ukrainischen Literatur (1798–1883).  bot einen umfassenden Einblick in die Entwicklung der ukrainischen Literatur seit der Erstausgabe der Enejida von Iwan Kotljarewskyj. Komarow war der erste Bibliograph der Werke von und über Taras Schewtschenko. Zum 25. Todestag des Dichters verfasste er das Bibliographische Verzeichnis der Materialien zum Studium des Lebens und der Werke von Taras Schewtschenko. Viele der von ihm herausgegebenen Bücher wurden von der zaristischen Zensur verboten. Dazu gehörten auch zwei literarische Almanache, in denen Werke der bedeutendsten ukrainischen Schriftsteller jener Zeit veröffentlicht wurden, darunter Iwan Karpenko-Karyj, Mychajlo Kozjubynskyj, Borys Hrintschenko, Stepan Rudanskyj und andere.
Ab 1888 lebte Komarow in Odessa, wo er sich aktiv in der Hromada und Proswita engagierte. Sein Haus entwickelte sich zu einem bedeutenden Zentrum des ukrainischen Lebens in der Stadt. In Odessa vollendete Komarow gemeinsam mit Trochym Sinkiwskyj, Olena Ptschilka, Mychajlo Staryzkyj und anderen die Arbeit am Russisch-Ukrainischen Wörterbuch. Aufgrund des Verbots der ukrainischen Sprache war eine Veröffentlichung des Wörterbuchs im Russischen Reich nicht möglich, und so erschien es zunächst in der Druckerei der Wissenschaftlichen Gesellschaft Schewtschenko in Lwiw. Das Wörterbuch, das etwa 40.000 Wörter umfasste, wurde von Jewhen Tschykalenko und Wassyl Hehelo finanziert.
Mychajlo Komarow starb am 19. August 1913 in Odessa und wurde auf dem Ersten Christlichen Friedhof beigesetzt. Der Friedhof wurde 1937 von den kommunistischen Behörden zerstört und an seiner Stelle wurde der Iljitsch-Park mit Freizeitanlagen errichtet.

## Werke (Auswahl)

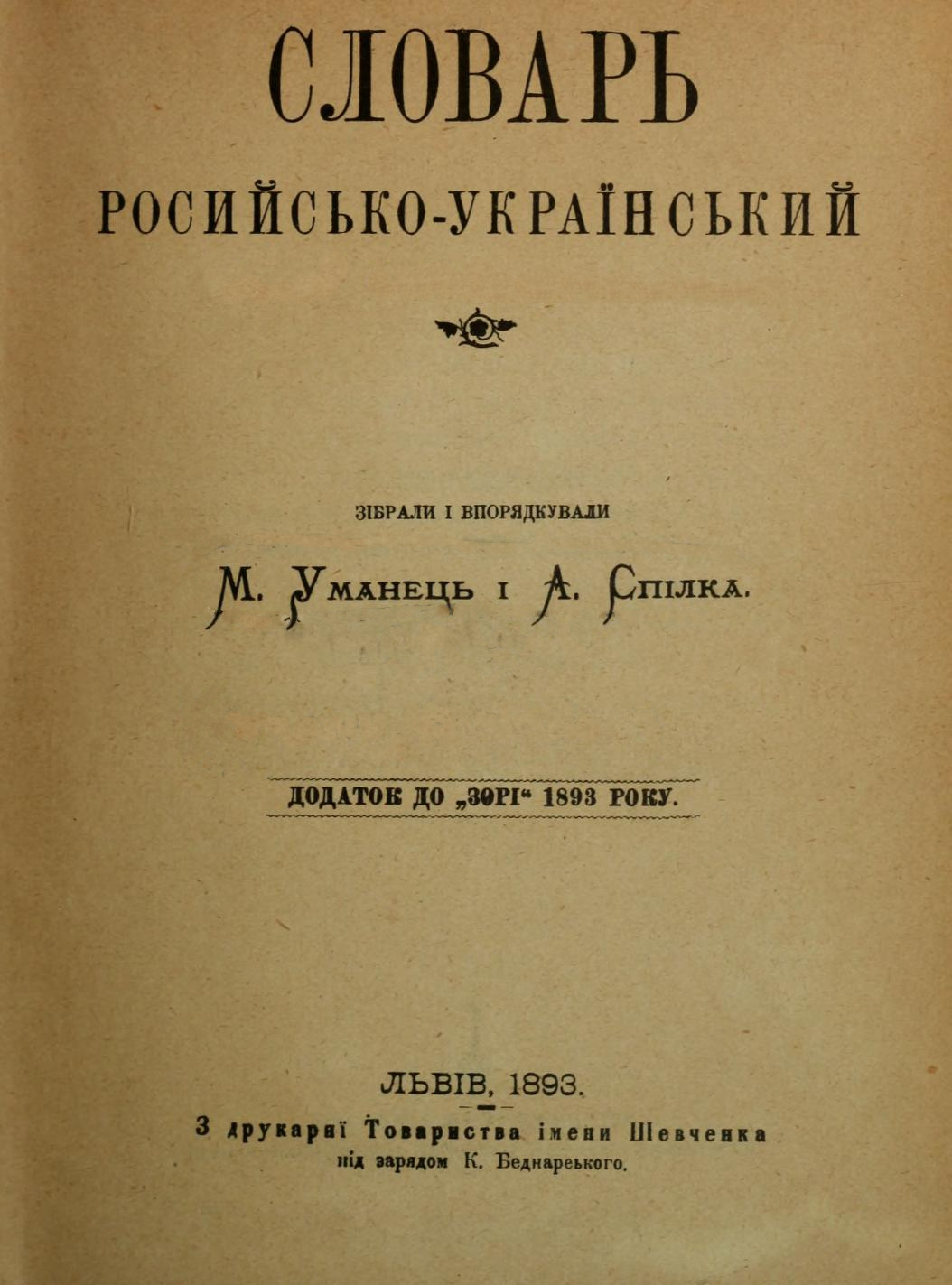
Wörterbuch Russisch-Ukrainisch, 1893

- Antin Holowatyj: Saporoger Abgeordneter und Kobsar  // Антiн Головатий: запорозький депутат і кобзар. Lwiw, 1891
- Russisch-Ukrainisches Wörterbuch // Словар росийсько-український (Mitverfasser)
  - Band 1: A-K. 318 S., Lwiw, 1893
  - Band 2: K-П. 293 S., Lwiw, 1894
  - Band 3: П-С. 286 S., Lwiw, 1896
  - Band 4: С-Я. 238 S., Lwiw, 1898
    - in Wien, 1896–1899
    - in Berlin, 1924
    - in Charkiw, 1925

Bibliographische Verzeichnisse:
- Bibliographisches Verzeichnis der neuen ukrainischen Literatur (1798–1883). // Бібліографічний покажчик нової української літератури (1798–1883 р.).  Kyjiw, 1883
- Bibliographisches Verzeichnis der Materialien zum Studium des Lebens und der Werke von T. H. Schewtschenko. // Библиографический указатель материалов для изучения жизни и произведений Т. Г. Шевченко. Kyjiw, 1886
- Bibliografisches Verzeichnis der Veröffentlichungen von Kotjarewskyj// Бібліографічний покажчик видань Котляревського. Kyjiw, 1904
- Das ukrainische Drama. // Українська драматургія. Odessa, (1906, überarbeitet 1912)
- Schewtschenko in Literatur und Kunst: Bibliographisches Verzeichnis. // Шевченко в литературе и искусстве: Библиографический указатель. Odessa, 1903
- Über die Saporoger Freiheiten // Про запорожські вольності. Odessa, 1907

Übersetzungen aus dem Russischen ins Ukrainische:
- Mykola Gogol: Taras Bulba
- Mykola Kostomarow: Historische Monographien. Ternopil, 1886

## Familie
Geschwister:
- Oleksandr Komarow (* 1842; † 1918), Publizist[8]

Kinder:
- Marharyta Komarowa (* 21. Juli 1870 in Ostrogoschsk; † 12. April 1929 in Odessa), Übersetzerin[9]
- Ljubow Komarowa (* 11. Januar 1876, in Ostrogoschsk; † 28. August 1937 in Odessa), Übersetzerin[10]
- Halyna Komarowa (* 11. April 1877 in Ostrogoschsk; † 3. Februar 1938 in Odessa), Dichterin und Übersetzerin[11]
- Wira Komarowa (* 17. Juli 1879 in Ostrogoschsk; † 1963 in Swerdlowsk), Grafikerin[12]
- Bohdan Komarow (* 18. Januar 1882 in Kyjiw; † 18. Dezember 1975 in Leninabad), Botaniker und Bibliograph[13]